# 蒂莉·洛淇
蒂莉·洛淇（Tilly Lockey，2005年10月7日—），是英国網紅和身障者，因使用Open Bionics开发的仿生手臂而闻名。2021年，她参加了CBBC的第六季《Got What It Takes ?》并获胜。

## 生平
蒂莉·洛淇在15個月大時，因感染流行性脑膜炎而截肢，失去了雙臂與腳趾。她最初由国民保健署提供简单的義肢，後期母親與Open Bionics接觸，當時Open Bionics正尋找肘下截肢的試驗者以實現開發的仿生手臂。
蒂莉·洛淇在2016年被該公司選中，開始使用仿生手臂，這讓她能夠做出拾物、打電動等精細動作。这种仿生手臂是首次在英国获得医学批准。
她有多種不同樣式的手臂，其中之一是以駭客入侵系列設計。2019年，她收到了由科幻電影艾莉塔：戰鬥天使團隊設計的手臂。
而她也經常在節目中出現，談論她對生命的經歷及讓大眾關注身障者議題。後他往演藝界發展， 2019年她出演了凱特·納什《Bad Lieutenant》的MV。2021年，洛基参加了CBBC的第六季《Got What It Takes ?》。2021年7月6日，她在该比赛中获胜。2023年，她在桑德蘭大學广播电台主持一档自己的节目。2024年，她在Spark Sunderland广播电台主持《Tuesday Hometime》车载电台节目。